# Chiesa di Sant'Anna (Varese)

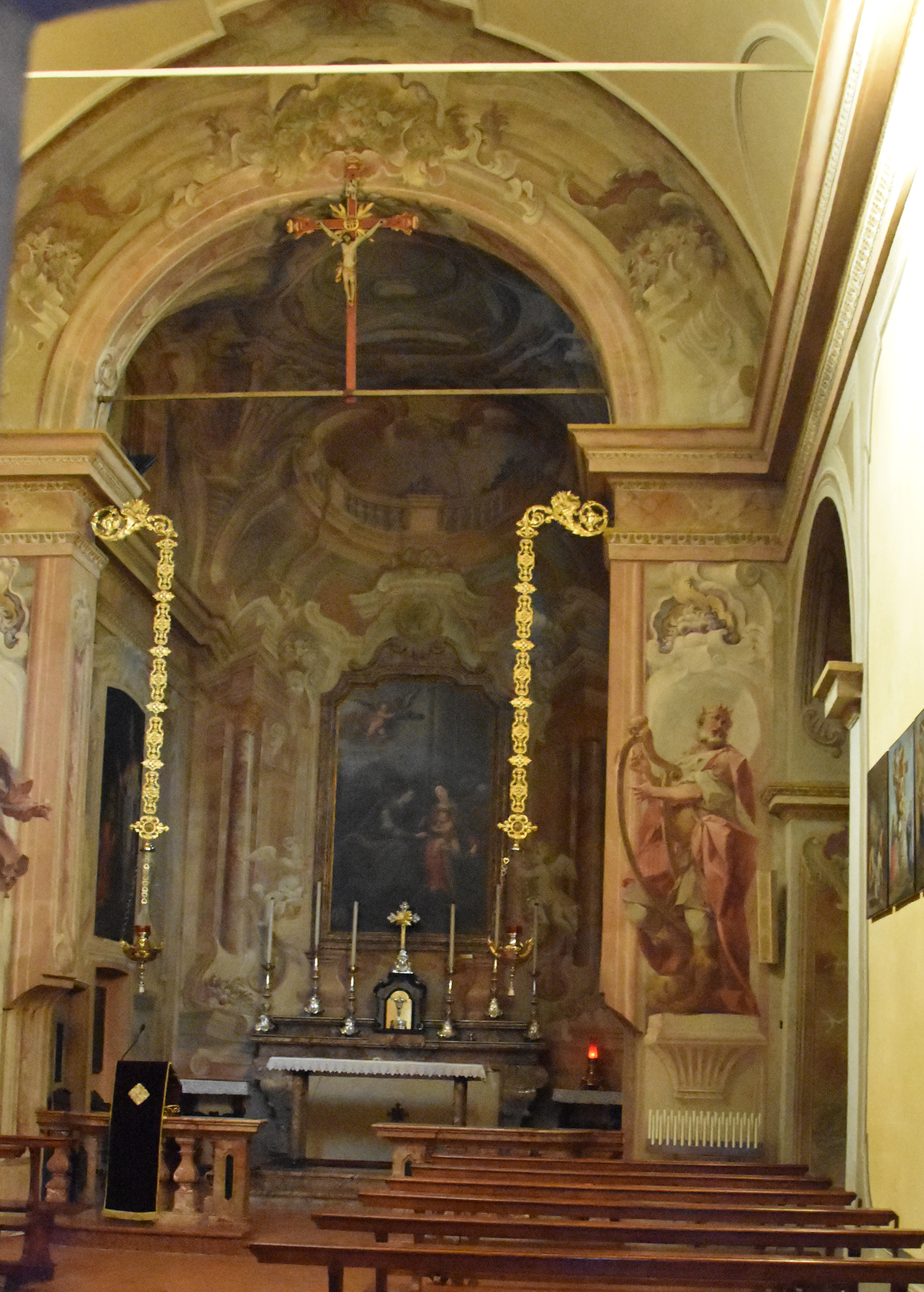
interno

La chiesa di sant'Anna è una chiesa cattolica situata a Varese, in Lombardia, nel quartiere di Biumo Superiore.

## Storia
La costruzione della chiesa di Sant’Anna ebbe inizio nei primi anni del Settecento e fu citata nel 1755 come “Oratorio di Sant'Anna” nel corso della visita pastorale dell'arcivescovo Pozzobonelli alla pieve di Varese. 
La facciata presenta semplice profilo a capanna con timpano triangolare. All’interno di finte nicchie sopra alle aperture si intravedono due figure affrescate svanite col tempo.
L'interno ha pianta ad un’unica aula voltata a botte con cappelle laterali ed abside semicircolare.
La decorazione interna è in stile barocchetto lombardo. L’arco tra il presbiterio e la navata, e il presbiterio stesso, presentano motivi architettonici, mensole e cornici a trompe l’oeil, decorati da fiori e frutti. Entro nicchie sono rappresentati i patriarchi biblici Aaron con turibolo e Davide con l'arpa. La pala d'altare raffigura la Vergine con il bambino e sant'Anna.